# François Sakama
François Sakama (* 12. September 1986 in Vanuatu) ist ein Fußballspieler aus Vanuatu. Er steht seit Januar 2007 beim Tafea FC unter Vertrag. Er spielt auf der Position des Mittelfeldspielers.

## Nationalmannschaft
Sein erstes Länderspiel für die vanuatuische Fußballnationalmannschaft absolvierte er am 29. August 2007 beim 15:0-Sieg gegen Amerikanisch-Samoa, wo er drei Tore erzielte. Bisher bestritt er 10 Länderspiele, in denen er 6 Tore schoss.